# Макензи Фој
Макензи Кристин Фој (енгл. Mackenzie Christine Foy; Лос Анђелес, 10. новембар 2000) је америчка глумица и модел. Позната је као Ренесме Кален у филму Сумрак сага: Праскозорје — 2. део из 2012. године, који јој је донео номинацију фондације Награда за младе уметнике за најбољу споредну младу глумицу у играном филму;   као млада Марфи у свемирском епу Међузвездани из 2014. године, за који је међу осталим номинацијама добила награду Сатурн за најбољу изведбу младу глумицу и као Клара у Дизнијевом Крцко Орашчић и четири краљевства.

## Биографија
Макензи је рођена 10. новембра 2000. године  у Лос Анђелесу, где је и одрасла.  Фој је почела да се бави моделингом са 3 године, а са 9 је почела да глуми 

## Каријера
Фој је почео да се бави моделингом у штампаним огласима 2004. године, радећи за Гарнет Хил, Ralph Lauren Corporation и Guess.    Одатле је моделирала за компаније као што су The Walt Disney Company, Мател и Гап. 
Глумачка каријера Макензи почела је када је имала девет година, када је гостовала у телевизијским серијама, попут Хаваји 5-0. Године 2010. добила је улогу у филмској адаптацији књиге Стефани Мајер Праскозорје, четвртог и последњег романа у серији Сумрак саге.
Фој је глумила у млађу верзију ћерке Метјуа Меконахија у филму Међузвездани Кристофера Нолана. У јулу 2016. године објављено је да ће Фој играти главну улогу Кларе у филму Крцко Орашчић и четири краљевства.  

## Филмографија

### Филм
| Year | Title                             | Role            |
| ---- | --------------------------------- | --------------- |
| 2011 | Сумрак сага: Праскозорје — 1. део | Renesmee Cullen |
| 2012 | Сумрак сага: Праскозорје — 2. део | Renesmee Cullen |
| 2013 | Призивање зла                     | Cindy Perron    |
| 2013 | Wish You Well                     | Lou Cardinal    |
| 2014 | Ernest & Celestine                | Celestine       |
| 2014 | The Boxcar Children               | Violet          |
| 2014 | Black Eyed Dog                    | Daisy           |
| 2014 | Међузвездани                      | Young Murph     |
| 2015 | Мали принц                        | The Little Girl |
| 2018 | Крцко Орашчић и четири краљевства | Clara Stahlbaum |
| 2020 | Black Beauty                      | Jo Green        |

### Телевизија
| Година | Назив                                       | Улога                   |
| ------ | ------------------------------------------- | ----------------------- |
| 2009   | 'Til Death                                  | Little Girl             |
| 2010   | FlashForward                                | Kate Erskine            |
| 2010   | Хаваји 5-0                                  | Lily Wilson             |
| 2012   | R. L. Stine's The Haunting Hour: The Series | Natalie / Georgia Lomin |
| 2014   | The Cookie Mobster                          | Sally                   |
| 2015   | Jesse Stone: Lost in Paradise               | Jenny O'Neill           |